# Torneo de Berlín 2007
El Qatar Telecom German Open 2007 fue un torneo de tenis femenino, disputado del 7 al 13 de mayo de 2007. Fue un evento de categoría Tier I que se jugó en canchas de polvo de ladrillo como preparativo para el segundo Grand Slam del año, Roland Garros. Fue la 92.ª edición del torneo y tuvo lugar en el Rot-Weiss Tennis Club en la capital alemana, Berlín.
La serbia Ana Ivanovic ganó el título, derrotando a la rusa Svetlana Kuznetsova en la final. Con conseguir ganar este título, su segundo Tier I, y su tercer título de su carrera, entra por primera vez al top-10 del ranking de la WTA, donde se mantendría por dos años. En ruta al título, dos de sus oponenetes se retiraron por lesiones del torneo: Alona Bondarenko en tercera ronda; y Julia Vakulenko, que estuvo 3-4 abajo en el primer set en semifinales.

## Campeonas

### Individual femenino
Ana Ivanovic venció a  Svetlana Kuznetsova por 3–6, 6–4, 7–6(7–4)

### Dobles femenino
Lisa Raymond /  Samantha Stosur vencieron a  Tathiana Garbin /  Roberta Vinci por 6-3, 6-4